# Elezioni parlamentari in Danimarca del 1994
Le elezioni parlamentari in Danimarca del 1994 si tennero il 21 settembre per il rinnovo del Folketing. In seguito all'esito elettorale, Poul Nyrup Rasmussen, espressione dei Socialdemocratici, fu confermato Ministro di Stato.

## Risultati
| Liste                         | Voti      | %     | Seggi |
| ----------------------------- | --------- | ----- | ----- |
| Socialdemocratici             | 1 150 048 | 34,56 | 62    |
| Venstre                       | 775 176   | 23,30 | 42    |
| Partito Popolare Conservatore | 499 845   | 15,02 | 27    |
| Partito Popolare Socialista   | 232 398   | 6,98  | 13    |
| Partito del Progresso         | 215 057   | 6,46  | 11    |
| Sinistra Radicale             | 152 701   | 4,59  | 8     |
| Alleanza Rosso-Verde          | 104 701   | 3,15  | 6     |
| Democratici di Centro         | 94 496    | 2,84  | 5     |
| Partito Popolare Cristiano    | 61 507    | 1,85  | –     |
| Altri                         | 32 668    | 0,98  | 1     |
| Fær Øer e Groenlandia         | –         | –     | 4     |
| Totale                        | 3 327 597 | 100   | 179   |